# قصر أبو منقار

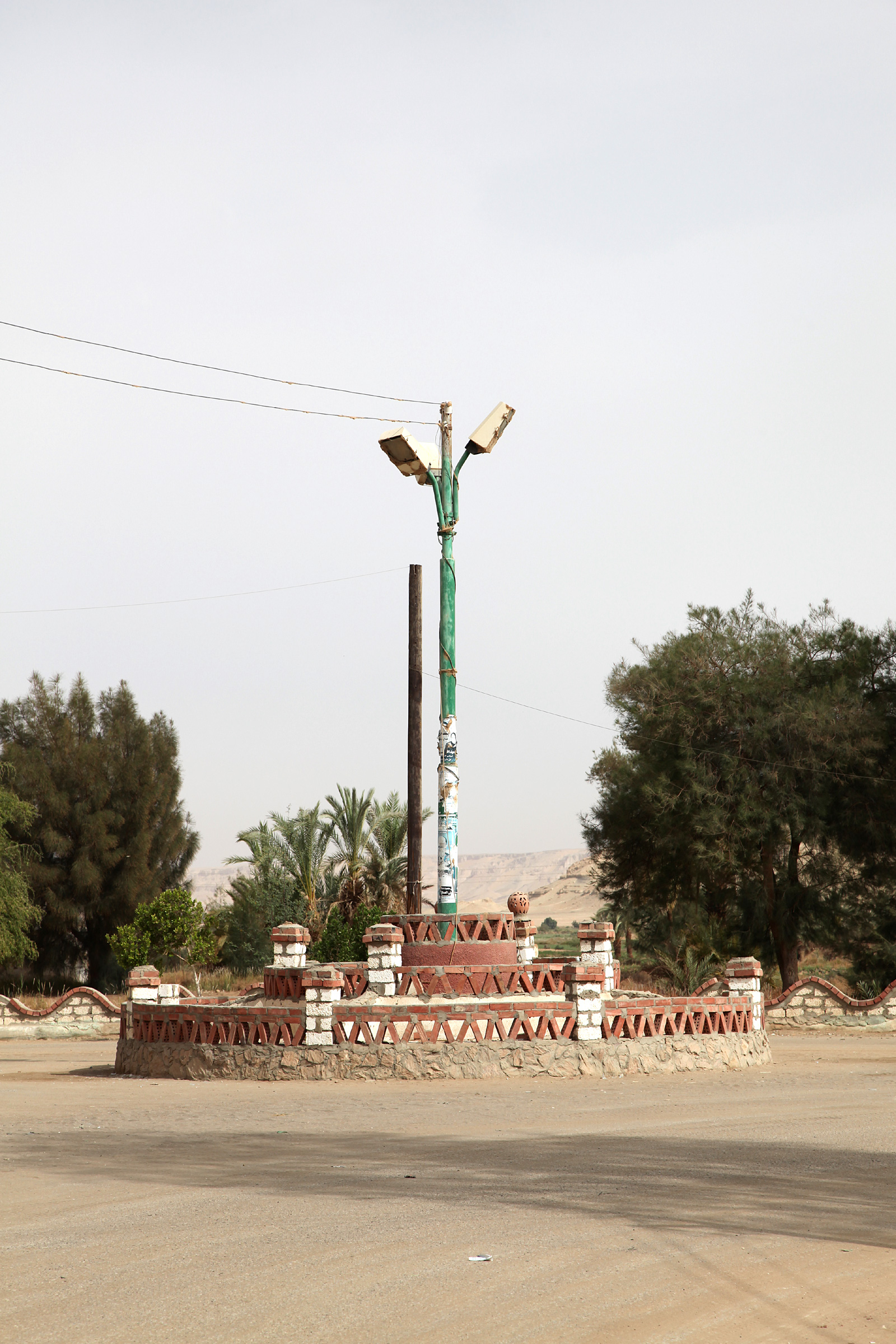

تقع واحة أبومنقار في عمق الصحراء الغربية بمصر. على بعد نحو 300كم من نهر النيل وعلى حافة بحر الرمال العظيم. حيث تمتد جزيرة من المياه والتي تأتي من باطن الأرض من خلال الخزان الجوفي النوبي، والذي يمتد أسفل العديد من الأمم بمنطقة شمال أفريقيا.

## مصدر الحياة
إن الآبار العميقة هي سبيل الخروج للمياه الجوفية الدافئة، والتي تستقر على عمق عدة مئات من الأمتار أسفل طبقات المياه. هذه المياه قديمة المنشأ وغير متجددة. ويتوقع الجيولوجيين نفاذ هذه المياه خلال 300 عام تختلف بناءً على نسبة وكمية الاستهلاك. الأمر الذي يشكل كارثة لأولئك المزارعين بهذه المنطقة خاصةً وأنها مصدر الحياة بالنسبة لهم.

## السكان
إن قاطني الصحراء قد أتوا بروح عالية وحلم لتحقيق الربح والرخاء لحياتهم. وحلمهم وحياتهم الآن ومستقبلاً مرتبط بشكل وثيق بالماء الجوفي. والذي هو أساس الزراعة.
أصبحت أبو منقار منطقة سكنية دائمة منذ عام 1986 عندما دشنت الحكومة مشروع الحصول على أرض جديدة وكان الهدف الأساسي هو تسكين سكان الوادي هناك، حيث تصل مساحة الوادي 3% فقط من مساحة مصر فضلا عن ازدحامها بالسكان.
بلغ عدد المقيمين بهذه الواحة، التي تعتبر من أكثر المناطق بعداً، أربعة آلاف (4000) نسمة من الرجال والنساء. قد جاءوا من كل أرجاء الأرض في بداية الثمانينات من خلال برنامج تنمية للحكومة المصرية هدفه الحد من الزحام في وادي النيل.

## الري والاستصلاح
تعد تكاليف الرى هي أكثر التكاليف الباهظة في عملية الاستصلاح، وفي أثناء ما قامت الحكومة المصرية منذ عام 1981 بتمويل تركيب المضخات وعمل القنوات المائية في مشروعات الأراضي الجديدة إلا أن مستثمرو القطاع الخاص عليهم تحمل نفقات الري كاملة، ولتوفير المياه قام المستثمرون بتركيب نظم ري موفرة للماء وتوقفوا عن غمر الأراضي بمياه القنوات، لكن لاتزال المياه تصل عبر قنوات الرى البسيطة لحقول صغار المزارعين في أبو منقار وباقي الواحات في المنطقة، وتعد خسارة الماء كبيرة عند استخدام هذه الطريقة التقليدية بسبب عامل البخر وتسرب الماء حيث تُغمر حقول صغار المزارعين بالمياه لمدة سبعة عشر يومًا.

## مشاريع تنموية
- بدأ مركز تنمية الصحراء، التابع للجامعة الأمريكية بالقاهرة [4]، بالتعاون مع المركز الدولي للتنمية والبحوث الكندي عام 2006م، إطلاق مشروع تنمية المجتمع المحلي بقرية أبومنقار عن طريق الإدارة المتكاملة والتحكم في استخدام المياه.
- أطلق مركز تنمية الصحراء بالجامعة الأمريكية مبادرة جديدة لتوفير الطاقة الشمسية لإمداد مجتمع واحة أبو منقار بصحراء مصر الغربية بالكهرباء ودعم التنمية الاقتصادية المستديمة وذلك بتمويل من الوكالة الألمانية للتنمية الدولية، وصندوق كندا، ومركز تنمية الصحراء...[5]